# Александар Вишњић
 Александар Вишњић (20. марта 1976. године, Прокупље), је српски политичар и професор на Медицинском факултету Универзитета у Нишу, са наставном базом у Институту за јавно здравље Ниш - Центар за анализу, планирање и организацију здравствене заштите. Главни је и одговорни професор за предмет Социјална медицина на самом факултету. Један је од покретача и вођа студентских протеста 1996/97., покрета Отпор (и то као председник Савеза студената Медицинског факултета у Нишу) и Студентске асоцијације Србије .
Са групом нишких интелектуалаца оснива Реформистичку странку (2005) и постаје њен председник.
Добитник је награда на регионалним и републичким такмичењима из математике, физике и српског језика и књижевности у току основне и средње школе.
Медицински факултет у Нишу уписао је 1995. године и дипломирао 2002. са просечном оценом 9,84. Државни стручни испит положио је након обављеног лекарског стажа 2004. год. Магистарску тезу одбранио је 2006, специјалистички испит из Социјалне медицине положио 2008, а докторску дисертацију одбранио је на Медицинском факултету Универзитета у Нишу 2010. године. 2016. одбранио је и уже специјалистички испит из Медицинске статистике и информатике.
Учесник је и предавач многих семинара, симпозијума, конгреса у земљи и иностранству из области јавног здравља и организације здравствене заштите. Аутор већег броја научних и стручних радова у истакнутим домаћим и врхунским међународним часописима.
Аутор је документарног романа ДОСИЈЕ ОТПОР (Галаксија, Ниш, 2006), у којем на романескни начин из угла једног Отпораша осликава друштвено-политичке прилике из тих времена.
Аутор је и уџбеника за студенте - Менаџмент у здравству (Универзитет у Нишу, Медицински факултет, Ниш, 2015), првог и јединог уџбеника из те области на српском говорном подручју (односно на територији бивше СФРЈ) за који добија награду Српског лекарског друштва.
Од 2023. године је члан странке Ново лице Србије.